# Puig el Castellet
El Puig el Castellet és una muntanya de 197 metres que es troba al municipi de Lloret de Mar, a la comarca de la Selva.
Al cim podem trobar-hi un vèrtex geodèsic (referència 305110016).